# رین، اسکس
رین (به انگلیسی: Rayne) یک روستا و محله مدنی در بریتانیا است که در Braintree واقع شده‌است. رین ۲٬۲۹۹ نفر جمعیت دارد.